# Solenoceridae
Solenoceridae — родина десятиногих ракоподібних з підряду Dendrobranchiata. Представники цієї родини є морськими видами, що мешкають у мілководдях і прибережних водах від середнього континентального шельфу, починаючи від глибин до 1000 метрів. Зовні схожі на креветок.

## Поширення
Вони живуть в океані на глибині від 50 м до майже 5000 м. Приблизно дві третини видів обмежені Індо-Тихоокеанським регіоном. Вони не мають великого економічного значення, але Pleoticus muelleri виловлюють в Аргентині, а Solenocera crassicornis — в Індії, Гонконгу та Індонезії.

## Класифікація
Відомо 85 видів у 10 сучасних родах:
- †Archeosolenocera Carriol & Riou, 1991
- Cryptopenaeus de Freitas, 1979 — 5 видів
- Gordonella Tirmizi, 1960 — 3 види
- Hadropenaeus Pérez Farfante, 1977 — 4 види
- Haliporoides Stebbing, 1914 — 2 види
- Haliporus Spence Bate, 1881 — 3 види
- Hymenopenaeus Smith, 1882 — 18 видів
- Maximiliaeus Chan, 2012 — 1 вид
- Mesopenaeus Pérez Farfante, 1977 — 3 види
- Pleoticus Spence Bate, 1888 — 3 види
- †Priorhyncha Alencar, Pinheiro, Saraiva, de Oliveira & Santana, 2018
- Solenocera Lucas, 1849[2] — 43 види